# Curah Tatal
Curah Tatal is een bestuurslaag in het regentschap Situbondo van de provincie Oost-Java, Indonesië. Curah Tatal telt 7273 inwoners (volkstelling 2010).